# Munkesten
Munkesten var teglsten, som i middelalderen blev anvendt til byggeri. Teglstensteknikken kom til Danmark omkring år 1160. Ud over munkestenene blev også tilhuggede granit- og kampesten brugt til at mure med. 
Munkesten er noget større end nutidige mursten, men størrelsen varierer: Længden fra 25 til 31 cm, bredden fra 11 til 15 cm og tykkelsen fra 7 til 10 cm. Til sammenligning måler nutidige danske mursten 22,8x 10,8x 5,4 cm.
Munkesten fremstilles fortsat, men anvendes i dag stort set kun til vedligeholdelse og reparation af ældre bygninger.